# Мешно (Люблінський повіт)
Мешно (пол. Meszno) — село в Польщі, у гміні Ґарбув Люблінського повіту Люблінського воєводства.
Населення — 62 особи (2011).
У 1975-1998 роках село належало до Люблінського воєводства.

## Демографія
Демографічна структура станом на 31 березня 2011 року:
|          | Загалом | Допрацездатний вік | Працездатний вік | Постпрацездатний вік |
| -------- | ------- | ------------------ | ---------------- | -------------------- |
| Чоловіки | 26      | 6                  | 15               | 5                    |
| Жінки    | 36      | 7                  | 20               | 9                    |
| Разом    | 62      | 13                 | 35               | 14                   |